# ケロミン
ケロミンは、カエル型パペットの形をした楽器である。正式名称はケロミン・アマガエル。有限会社トゥロッシュの製品。

## 名称
「ケロミン」という名の由来は、カエルの鳴き声の擬音語である「ケロ」とテルミンの「ミン」から。

## 種類

### ケロミン
ケロミンは、口の開きに応じて音高を変えて演奏し、口を開くと高い音が出て、口を閉じると低い音が出る。左手で口を開き、音高をかえ、右手で音量ボタンを押し、音の大きさを変える。
後述のコケロミンと区別される場合は、親ケロミンと呼ばれる。

### コケロミン
ケロミンの小型廉価版。口の開きに応じて音高を変えて演奏するといった基本的な演奏方法は、親ケロミンと同じであるが、音域や音質などの細かい違いがある。
- コケロミン・アマガエル
アマガエルの姿をしていた。初代は2013年発売終了[4]。2016年11月22日2代目「帰ってきたコケロミン・アマガエル」発売開始
- コケロミン・ライム
ライムグリーンのカエルの姿。2013年6月3日発売開始[4]。
  - そらみみモード：任意の音高で、母音「あいうえお」を演奏することで、実際は母音しか演奏されていないが聴いている人には歌詞や言葉のように聴こえる機能[5]。のちに2014年4月に学研教育出版の大人の科学「ポケットミク」で実装された「あいうえお」モードがこれに似た機能だが、機能としてはコケロミン・ライムでのそらみみモードが1年近く先行している。
  - ドラムモード：手数王として知られる日本屈指のドラマー菅沼孝三のドラムの音を音源として、ドラム音の演奏が可能なモード。　バスドラム、スネアドラム、ハイハット(口開度でオープン/クローズ切換え)、タム(口開度でハイ/ミッド/ロー切換え)、クローズドリムショット、クラッシュシンバル、ライドシンバルが発音可能。
- コケロミン・ロゼ
ピンク色のカエルの姿。難しい設定を省きわかりやすくされた入門モデル。
  - そらみみモード：コケロミン・ライムに同じ。
  - ガイドモード：カエルの合唱など12曲のデータが収録されており、ガイドモードで選んだ曲は、口を開くごとに1音ずつ進む。

## 歴史
- 2005年4月、ケロミンが開発開始
- 2006年6月3日、ケロミンが誕生[6]。
- 2007年2月22日、ギズモード・ジャパンでケロミンが取り上げられ、これがきっかけとなりネット上での知名度が向上する[7]。
- 2010年7月31日 、コケロミン・アマガエル誕生[8]。
- 2012年9月21日、イグノーベル賞の授賞式で日本人として初演奏[9]。
- 2013年6月3日 、コケロミン・ライム発売開始。コケロミン・ロゼ発売開始。iPad向けアプリ iKeromin リリース。
- 2013年10月3日、コケロミン・アマガエル完売
- 2013年12月3日、コケロミン・ライム 二代目襲名
- 2013年12月20日、コケロミン・ロゼ 二代目襲名
- 2016年11月22日、帰ってきたコケロミン・アマガエル販売

## テルミンとの関係
名前の由来にもなったテルミンとの関係は、ケロミンがテルミンに代表されるポルタメント系の発展型であるということである。